# Ջ
Je, o Jheh (mayúscula: Ջ; minúscula: ջ; en armenio: ջե; en armenio clásico: ջէ) es la vigesimoséptima letra del alfabeto armenio. Representa la africada postalveolar sonora /d͡ʒ/ en armenio oriental y la africada postalveolar aspirada sorda /t͡ʃʰ/ en armenio occidental. Se suele ser romanizado con el dígrafo DŽ o con la letra J̌. Creada por Mesrop Mashtots en el siglo V d. C., tiene un valor numérico de 900.

## Galería

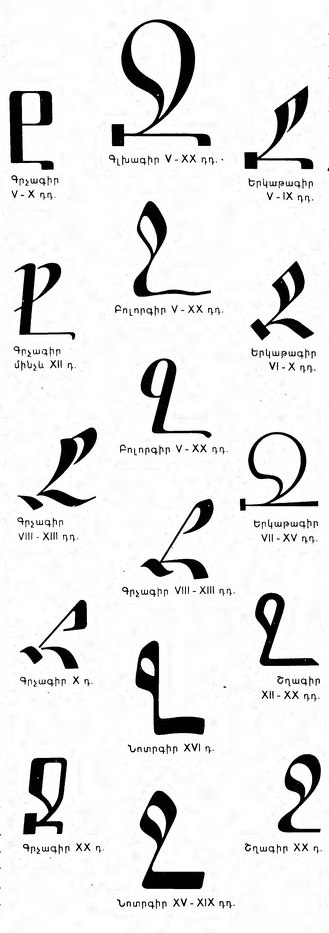
Varias fuentes históricas

Erkat'agir
Grchagir
Bolorgir
Notrgir
Shghagir
Forma tipográfica
Forma manuscrita

## Codificación
| Carácter      | Ջ                            | Ջ                            | ջ                          | ջ                          |
| ------------- | ---------------------------- | ---------------------------- | -------------------------- | -------------------------- |
| Unicode       | ARMENIAN CAPITAL LETTER JHEH | ARMENIAN CAPITAL LETTER JHEH | ARMENIAN SMALL LETTER JHEH | ARMENIAN SMALL LETTER JHEH |
| Codificación  | decimal                      | hex                          | decimal                    | hex                        |
| Unicode       | 1355                         | U+054B                       | 1403                       | U+057B                     |
| UTF-8         | 213 139                      | D5 8B                        | 213 187                    | D5 BB                      |
| Ref. numérica | &#1355;                      | &#x54B;                      | &#1403;                    | &#x57B;                    |